# Étienne-Hubert de Cambacérès
Pour les autres membres de cette famille, voir Famille de Cambacérès et pour les homonymes, voir Cambacérès (homonymie).
Étienne-Hubert de Cambacérès (1756-1818) est archevêque de Rouen en 1802, cardinal en 1803 et sénateur en 1805.

## Famille
Étienne-Hubert de Cambacérès naît le 11 septembre 1756 à Montpellier. Il est le fils de Jean Antoine de Cambacérès, conseiller de la Cour des Comptes et de sa première femme Marie Rose Vassal. Son frère ainé est Jean-Jacques-Régis de Cambacérès, prince archichancelier de l'Empire français tandis que son autre frère Jean-Pierre-Hugues de Cambacérès est un général baron de l'Empire.

## Biographie

### Début de carrière
Il embrasse une carrière ecclésiastique par vocation. Il fut reçu  Pénitent blanc de Montpellier en 1763, et devint même prieur de cette confrérie en 1804. Il suit des études au séminaire d'Avignon puis à l'université de Montpellier où il obtient une licence in utroque en 1777. Son oncle, grand-vicaire de Bourges et sermonaire distingué, lui procura un canonicat à Montpellier. En 1789, il était chanoine et vicaire général à Alais. Il est ordonné prêtre en 1780 à Montpellier.
Cultivant les lettres avec quelque succès, il ne prit aucune part à la Révolution française et la traversa sans encombre. Il refuse le serment de haine à la royauté et ne souscrit pas à la Constitution civile du clergé en 1790 car il n'occupe aucune fonction ecclésiastique. En 1792, il accepte de prendre le serment de liberté et d'égalité. Il se soumet aux lois de la république du 2 prairial an III et en 1800 de loyauté à la constitution. L'influence de son frère, député de la Convention nationale, et depuis prince archichancelier de l'Empire, le préserva de la persécution qui contraignit tant d'ecclésiastiques à quitter la France et vit retiré de la vie active à Montpellier.
L'élévation de son frère comme second consul, et, vers la même époque, la conclusion du Concordat, appelèrent l'abbé de Cambacérès aux plus hautes dignités ecclésiastiques. Il rejoint son frère à Paris en novembre 1801.

### Archevêque de Rouen et cardinal
Le 9 avril 1802, il est nommé archevêque de Rouen et consacré deux jours plus tard à la cathédrale de Paris par Giovanni Caprara Montecuccoli, cardinal légat du pape, assisté de Michel-François de Couët du Vivier de Lorry, évêque de La Rochelle et Jean-Baptiste-Marie de Maillé de La Tour-Landry, archevêque de Reims. Il cherche à restaurer l'administration du diocèse dont il redessine les paroisses. Il conserve le découpage en treize paroisses, réalisé au début de la Révolution. Il rouvre en 1805 un séminaire et un petit séminaire.
Cambacérès est créé cardinal-prêtre lors du consistoire du 17 janvier 1803 tenu par le pape Pie VII. Il reçoit la barrette rouge par bref papal du 22 janvier. Bonaparte l'impose le 27 mars 1803 à la chapelle des Tuileries. Le 1er février 1803, il reçoit le chapeau rouge et le titre de S. Stefano al Monte Celio. En novembre 1804, il est demandé d'accompagner le pape sur son voyage en France pour couronner empereur Napoléon Ier.
Membre de la Légion d'honneur depuis le 9 vendémiaire an XII, il fut successivement décoré du cordon de grand officier (25 prairial an XII), puis du grand aigle de la Légion d'honneur le 13 pluviôse an XIII.
Élu candidat au Sénat conservateur par le collège électoral du département de l'Hérault, le nouveau prélat y fut appelé par l'Empereur le 12 pluviôse an XIII (1er février 1805). Il est nommé comte de l'Empire le 18 septembre 1808.
Après la bataille d'Austerlitz, il publia un mandement où il exprimait avec effusion sa reconnaissance et son amour pour l'heureux chef à qui lui et les siens devaient tant.
Son enthousiasme napoléonien parut se refroidir lorsqu'éclatèrent les dissentiments entre l'Empereur et le pape Pie VII : le cardinal-comte refusa d'assister au mariage de son souverain avec l'impératrice Marie-Louise, s'appuyant sur ce motif que, prêtre d'une Église qui repousse le divorce, il ne pouvait par sa présence sanctionner cette union.
Le 8 avril 1814, il adressa au gouvernement provisoire son adhésion aux actes du sénat qui prononçaient la déchéance de Bonaparte et le retour de la maison de Bourbon. Cependant, le 2 juin 1815, il fut nommé pair de France par ce l’Empereur. Le cardinal s'abstint de siéger comme il s'était abstenu de paraître à la cérémonie du Champ-de-Mai.
Après le second retour du Roi, il ne fut pas maintenu à la chambre des pairs, mais fut conservé à la tête de son archidiocèse jusqu'à sa mort.
La somptuosité de la table du cardinal-comte de Cambacérès était légendaire.
Il meurt à Rouen le 25 octobre 1818 et est enterré dans la cathédrale. Sa dalle funéraire se trouve au pied du mausolée des cardinaux d'Amboise.

## Lignée épiscopale
1. Étienne-Hubert de Cambacérès (1802) ;
2. Giovanni Battista Caprara Montecuccoli (1766) ;
3. Carlo della Torre di Rezzonico (pape sous le nom de Clément XIII) (1743) ;
4. Prospero Lorenzo Lambertini (pape sous le nom de Benoît XIV) (1724) ;
5. Pietro Francesco Orsini de Gravina, en religion Vicenzo Maria Orsini (pape sous le nom de Benoît XIII), O.P. (1675) ;
6. Paluzzo Paluzzi Altieri degli Albertoni (1666) ;
7. Ulderico Carpegna (1630) ;
8. Luigi Caetani (1622) ;
9. Ludovico Ludovisi (1621) ;
10. l'archevêque Galeazzo Sanvitale (1604) ;
11. Girolamo Bernerio, O.P. (1586) ;
12. Giulio Antonio Santorio (1566) ;
13. Scipione Rebiba.

Étienne-Hubert de Cambacérès fut le principal consécrateur de :
- Jean-Baptiste Bourlier (évêque d'Évreux) ;
- Claude-Louis Rousseau (évêque de Coutances) ;
- Claude André (évêque de Quimper) ;
- Pierre-François Bienaymé (évêque de Metz) ;

## Titres
- Comte Cambacérès et de l'Empire (lettres patentes du 10 septembre 1808, Saint-Cloud[3]) ;

## Distinctions
- Légion d'honneur :
  - Légionnaire (9 vendémiaire an XII[4]), puis,
  - Grand officier (25 prairial an XII[4]), puis,
  - Grand aigle de la Légion d'honneur (13 pluviôse an XIII[5]).

## Armoiries
| Figure | Blasonnement |
|        | Armes du cardinal de Cambacérès D'or au chevron de gueules accompagné de trois roses de même, deux en chef, une en pointe. |
|        | Armes du comte de Cambacérès et de l'Empire D'or ; au chevron de gueules accompagné de trois roses de même, une en chef, deux en pointe ; quartier des comtes-sénateurs. OuD'or au chevron de gueules accompagné de trois roses de même, deux en chef, une en pointe ; franc-quartier de comte-sénateur., - Livrées : jaune, rouge et bleu. |